# Billungi
Familia Billung a fost o dinastie de nobili din Ducatul de Saxonia dintre secolele al IX-lea și al XII-lea.
Primul membru cunoscut al familiei Bilungilor a fost contele Wichmann, consemnat în anul 811. Oda, soția contelui Liudolf, cel mai vechi membru cunoscut al familiei Liudolfingilor, era de asemenea din neamul Bilungilor.
În secolul al X-lea proprietatea familiei era concentrată în Bardengau, în apropiere de Lüneburg, ei controlând Marca Billungilor. La jumătatea aceluiași secol, când ducii de Saxonia din familia Liudolfingilor deveniseră și regi ai Germaniei, regele Otto "cel Mare" încredința tot mai mult din autoritatea sa ducală lui Herman Billung. Vreme de cinci generații, familia Billungilor a condus Ducatul de Saxonia.
Dinastia s-a stins când ducele Magnus a murit în 1106, fără a avea fii; proprietatea familiei a fost divizată între cele două fiice ale sale. Fiica sa Wulfhild s-a căsătorit cu ducele Henric al IX-lea de Bavaria, membru al Casei de Welf; cealaltă fiică, Eilika a devenit soția contelui Otto de Ballenstedt din Casa de Ascania. Drept urmare, pentru următoarele decenii controlul asupra Saxoniei a devenit obiect de dispută între Welfi și Ascanieni.
Ducii de Saxonia din familia Billungilor au fost:
- Herman, d. 973
- Bernard I, d. 1011
- Bernard al II-lea, d. 1059
- Ordulf, d. 1072
- Magnus, d. 1106